# 石本三十郎
石本 三十郎（いしもと さんじゅうろう、1862年12月23日（文久2年11月3日） - 1896年（明治29年）10月11日）は日本の教育者である。

## 生涯

### 初期
1862年（文久2年）肥前国大村（現・長崎県大村市）の酒屋山口儀三郎・たみの次男として生まれた。後に、叔父である石本徳蔵の養子になり石本姓を受け継ぐ。1875年（明治8年）の夏、熊野与（熊野雄七の父）により才能を買われ、共に横浜に行きヘボン塾で学ぶ。

### キリスト教入信
1877年（明治10年）日本基督公会（現・日本キリスト教会横浜海岸教会）の仮牧師のジェームス・ハミルトン・バラ宣教師より洗礼を受ける。そして、日本基督公会の会員になる。
最初は医学を学ぼうとしたが、バラより教育者になることを進められ、築地大学校で学び、1882年（明治15年）に卒業し、築地大学校で英語の授業を担当した。1887年（明治20年）にヘボン塾の同級生の服部綾雄の妹秋山すぐと結婚する。

### 明治学院教師
1891年（明治24年）に明治学院に神学部が新設され、そこで英学、万国史、物理学を教えた。

### アメリカ留学-死去
1893年米国のプリンストン大学に留学する。留学中に腸チフスにかかり、1896年10月11日米国で客死する。遺体はプリンストン墓地に葬られた。

## 著書
- 『聖書の証明』アルフレッド・W.アーチバルト著、石本三十郎訳、基督教書類會社、1897年5月 (明治30年5月)
- 『動物のはなし』、1889年1月1日